# Leonid Popov
Leonid Popov (russisk: Леони́д Серге́евич Попо́в) (født 25. september 1938 i Sovjetunionen, død 26. november 2020 i Moskva i Rusland) var en sovjetisk filminstruktør og manuskriptforfatter.

## Filmografi
- Zemlja Sannikova (Земля Санникова, 1974)[1][2]